# Garami László (újságíró)
Garami László (Pécs, 1925. március 28. – Budapest, 2019. december 15.) magyar szociológus, a szociológiai tudományok kandidátusa, újságíró volt. Fő kutatási területe a falvak kulturális életének vizsgálata, a falusi értelmiségiek kultúraközvetítő szerepének, a vidéki értelmiség helyzetének elemzése és a pedagógusképzés volt. Számos tanulmányt, könyvet írt. 1985-ben nyugdíjba vonult, ezután állította össze háromkötetes rejtvényfejtő lexikonát. Feleségével, Garami Lászlóné, született Goldstein Edith-tel bejárta és könyvben bemutatta Magyarország valamennyi természetvédelmi területét. Egy gyermeke született.

## Pályája
- 1947-1950: a Pécsi Orvostudományi Egyetem hallgatója
- 1949-1957: a Dunántúli Napló kulturális rovatának vezetője Pécsett
- 1953-1955: a Pécsi Rádió stúdiójának helyettes vezetője
- 1957-1960: a Pest Megyei Hírlap művelődéspolitikai rovatának vezetője
- 1960-1965: a Magyar Rádió Művelődéspolitikai rovatának helyettes vezetője majd vezetője, többek között a Láttuk, hallottuk, olvastuk című műsor szerkesztője
- 1963: a Magyar Televízió számára dokumentumfilmet ír és forgat
- 1965-1969: a debreceni Egyetemi Élet című hetilap felelős szerkesztője
- 1968: az ELTE BTK-n magyar szakos tanár és népművelés szakon oklevelet szerez
- 1969-1972: a Népművelődési Intézet tudományos főmunkatársa
- 1972-1973: a Magyar Hírek  főszerkesztő-helyettese
- 1973-1977: az ELTE BTK Szociológiai tanszékén egyetemi adjunktus
- 1976: a szociológiai tudományok kandidátusa
- 1977-1981: a Felsőoktatási Pedagógiai Kutatóközpont tudományos főmunkatársa
- 1982-1983: az Országos Pedagógiai Intézet munkatársa
- 1983-1985: a Magyar Hírek főmunkatársa

## Könyvei, tanulmányai
- Árvíz (Baranya Megyei Tanács, Pécs, 1956)
- Bognár Anna világa, dokumentumfilm, rendező: Kende Márta (Magyar Televízió, Bp., 1963)
- Ahogyan az egyetemi hallgatók látják, a DOTE végzős hallgatói az oktató-hallgató viszonyról (Felsőoktatási Pedagógiai Kutatóközpont, Bp., 1970)
- A falusi értelmiségiek és vezető állásúak helyzete és életmódjuk jellemzői (a Népművelési Intézet vizsgálata 12 községben (NMI, Bp., 1971)
- Írószemmel, többekkel (Kossuth, Bp., 1971)
- A falusi értelmiségről a falusi értelmiségnek, a Népművelési Intézet vizsgálata (NMI, Bp., 1973)
- Fiatal diplomások falun (Felsőoktatási Pedagógiai Kutatóközpont, Bp., 1973)
- A vidéken élő értelmiség helyzete. Az értelmiség jelenlegi helyzete, összetétele, fejlődésének iránya, társadalmi funkciói (Bp., 1974)
- A falusi értelmiség, mint kultúraközvetítő közeg funkciói és a kultúraközvetítő feladatok teljesítésének feltételei (kandidátusi értekezés) (Bp., 1974)
- Mérlegen a népművelők időbeosztása, a Népművelési Intézet vizsgálata (Népművelési Propaganda Iroda, Bp., 1975)
- Kilenc pedagógusképző intézmény oktatóinak statisztikai adatai (Felsőoktatási Pedagógiai Kutatóközpont, Bp., 1979)
- Struktúra és szervezet, oktatók és hallgatók (Felsőoktatási Pedagógiai Kutatóközpont, Bp., 1980)
- Az általános iskolai pedagógusok mobilitásáról (Országos Pedagógiai Intézet, Bp., 1986)
- 22 távoli történet. Magyarok a nagyvilágban, többekkel (Idegenforgalmi Propaganda és Kiadó, Bp, 1988)
- És ők hogyan boldogultak? Nyugati magyar történetek, többekkel (Magyar Világ, Bp., 1989)
- Rejtvényfejtők nagy lexikona I-II. (Magyar Világ, Bp., 1992-1993)
- Képes útikalauz: védett természeti értékeink (Medicina, Bp., 1993)
- Rejtvényfejtők nagy lexikona III. (Medicina, Bp., 1994)
- Zöld utakon. Védett természeti értékeink útikalauza (Mezőgazda, Bp., 1997)
- Legféltettebb természeti értékeink: Magyarország összes nemzeti parkja és természetvédelmi területe, CD-ROM (Market Invest, Bp., 1999)
- Rejtvényfejtők új nagy lexikona I-II. (Kossuth, Bp., 2000)
- A természet csodái Magyarországon, többekkel (Athenaeum, Bp., 2002)
- Treasure trekking, többekkel (Athenaeum, Bp., 2002)
- Varázslatos Magyarország, többekkel (Víva Média Holding, Bp., 2003)
- Wunder der Natur in Ungarn, többekkel (Athenaeum, Bp., 2003)

## Kitüntetései
- Munkaérdemérem (1955 és 1956)
- A Magyar Rádió és Televízió Nívódíja (1963)